# Introducción al análisis estructural de los relatos
Introducción al análisis estructural de los relatos (Introduction à l´analyse structurale des récits) del semiólogo y crítico Roland Barthes (1915-19801) fue publicado en 1966 en la revista Communications  número 8 que tuvo “un papel fundamental en la difusión de las teorías estructuralistas”.1  Su fecha de publicación coincide con el auge del estructuralismo, el cual pretendió construir modelos rigurosos para las ciencias sociales, entonces en pleno desarrollo.1 Otros trabajos tempranos del autor son Mythologies (1957), Sur Racine (1963), Elements of semiology (1964), y Système de la mode ( publicado en 1967, pero trabajado desde comienzos de los sesenta).

## Generalidades del relato

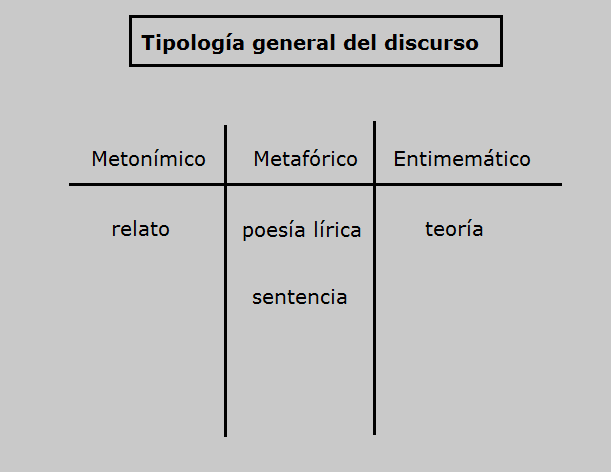
Tipología general del discurso propuesta por Roland Barthes en este ensayo.

Para Barthes no hay más allá del relato. La humanidad es inimaginable fuera del relato; éste es universal, transcultural y transhistórico; está en "el mito, la leyenda, la fábula, el cuento, la novela, la epopeya, la historia, la tragedia, el drama, la comedia, la pantomima, el cuadro pintado (piénsese en la Santa Úrsula de Carpaccio), el vitral, el cine, las tiras cómicas, las noticias policiales, la conversación." No se atiene a la literatura, es decir a la forma discursiva en que se encuentre, va más allá de la especificidad de los géneros discursivos. Así como no hay más allá del relato, no hay autor; Barthes cambia este vocablo por el de relator. El autor es un mito de la sociedad burguesa y ha contribuido con la idea de que el relato no es transhistórico. A pesar de la presupuesta universalidad del relato, es legítimo, para Barthes, formalizarlo. Para hacerlo se sirve de la lingüística y las teorías crítico-literarias de su época. Propone un modelo deductivo de análisis antes que otro inductivo (el cual sería utópico).

## La unidad discursiva
Apoyándose en André Martinet entiende que el discurso no tiene nada que no esté en la frase. El enunciado, dirá, es un conjunto o "serie" de frases, por lo que la frase no es conjunto o "serie" sino un orden. El discurso "aparece como el mensaje de otra lengua, superior a la lengua de los lingüistas". El discurso sería una gran «frase», y ésta sería un pequeño «discurso». 

## La función desmultiplicadora como consciencia
Propone ir más allá de la lingüística antaño llamada Retórica. Se sustenta en Roman Jakobson y Lévi-Strauss, para quienes la humanidad crea sistemas secundarios o «desmultiplicadores» o herramientas que fabrican herramientas. En Lévi-Strauss el tabú del incesto jugaría ese papel: una conciencia, una herramienta que permite la exogamia. Todas estas herramientas son peticiones del lenguaje mismo (le pro-ceden): la lengua las pide para mejor dominar el entorno humano. 
El relato también tiene una lengua; no es una suma de frases, sino un esfuerzo sobre la frase siendo todavía su lengua una gran frase. La frase también es un pequeño relato. Por su parte, la tipología actancial propuesta por Algirdas Greimas descubre en los personajes del relato una reescenificación de las funciones del análisis gramatical. Se necesita postular la identidad, provisoria, entre el lenguaje y la literatura en tanto que ésta es vehículo de aquel. Actualmente la literatura ha ascendido a esta función «desmultiplicadora»: es muy consciente del lenguaje. Uno de los visionarios de esto es, para Barthes, Mallarmé, no pocas veces especie de lingüista, quien entendió el lenguaje como ficción y quiso hacer lo que el lenguaje hace a conductas o al habla: determinarlo a su vez (función «desmultiplicadora»).

## Los niveles como integraciones
Todo sistema de sentido es organización u orden (cuando la identidad es indesmembrable). El «nivel de descripción» concepto de la lingüística para el análisis estructural del relato permite ver los niveles de la frase: "niveles (fonético, fonológico, gramatical, contextual)", que como en el signo saussuriano ninguno puede por sí solo producir sentido. El fonema, como la palabra, debe integrarse: el fonema en la palabra, y ésta en la frase.
La teoría de los niveles de Benveniste refleja esto; hay dos tipos de relaciones: "distribucionales (si las relaciones están situadas en un mismo nivel), integrativas (si se captan de un nivel a otro)". Las relaciones distribucionales no bastarían para dar cuenta del sentido. Esos niveles se llaman operaciones y son conjuntos de reglas y símbolos que se emplean. La retórica había hablado de dos planos (o niveles): la dispositio y la elocutio (el tercero, la inventio, no concierne al lenguaje, "es res, no verba"). Otra búsqueda de niveles ha sido el mitema de Lévi-Strauss (reconoce unidades constitutivas del discurso mítico de carácter distribucional por transculturales), y Todorov, habla de otros dos niveles: historia (argumento: "lógica de las acciones y una «sintaxis» de los personajes") y discurso (tiempos, aspectos y modos del relato). "El relato es una jerarquía de instancias, «estadios»", "encadenamientos horizontales del «hilo» narrativo sobre un eje implícitamente vertical", concluye Barthes. Ej.: la "La carta robada" de Poe contiene un protoanálisis de niveles y por ello también del relato: hay un nivel de la «pesquisa o policial» («hilo»; que fracasa, y que se corresponde con la deducción o la burocracia) y otro nivel del «encubridor o criminal» (este incluye el análisis textual, vertical, «paradigmático» y porqué no también, la creatividad). 

## Los niveles propuestos por Barthes
Los niveles del relato entonces que propone Barthes son tres: nivel de las funciones (sigue a Propp y Bremond), el nivel de las acciones (a Greimas, los personajes como actantes) y el nivel de la narración (nivel del «discurso» en Todorov). 

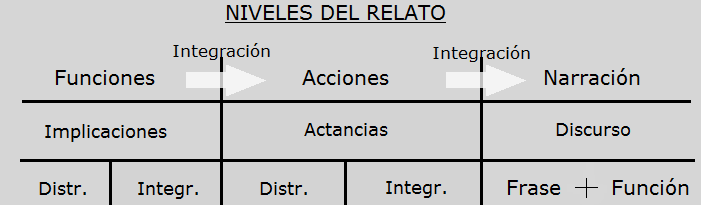
Gráfica sobre los tres niveles de análisis del relato propuestos por Roland Barthes en el que destaca la imposibilidad para el análisis estructural de detectar en el nivel de la narración funciones distribucionales e integrativas.

 Barthes advierte que esos niveles son distribucionales (horizontal) pero integrativos (vertical): las funciones tienen sentido si se ubican en las acciones actantes o en el código discursivo; las acciones si se ubican en (y surgen de él) el código, el discurso con su sintaxis, el lenguaje al fin. 

## Las unidades narrativas
Barthes va pues por las unidades narrativas mínimas: "el carácter funcional de ciertos segmentos de la historia que hace de ellos unidades" Barthes toma en cuenta a los formalistas aquí entendiendo unidad como sentido, función o capacidad de un elemento de entrar en relación con otro (Todorov). Resumiendo: el nivel de las funciones atenderá al elemento que puede madurar luego en el mismo nivel, o en uno de los otros dos (n. de acciones y n. del discurso). La unidad narrativa mínima es función o correlación: un loro que es esbozado en el relato y luego desaparece y luego reaparece no debe particularizarse, al menos al principio, en el n. de acciones ni en el n. del discurso (puesto que su aparición ya se da por hecho en esos otros niveles). Barthes quiere ver si el relato todo puede ser dividido en unidades funcionales en cuyo caso el problema que se plantea es entonces que si no significa nada un elemento o no es retomado en el nivel que le antecede (actancial), dicho elemento solo es del primer nivel, el del discurso. Por ello el detalle "insignificante" es "(a)notable", dice Barthes, y por ello, en el arte no hay unidades perdidas (Barthes compara estas unidades al ruido, noción en su sentido informativo, confuso). Hay mayor o menor sensibilidad o notoriedad en las funciones según en qué nivel se coloquen: el suspenso hace muy sensible el primer nivel (de las funciones); las menos sensibles son las que trabajan o hacen sensible el tercer nivel, el del discurso, es decir: cuando no lo trabajan (y solo lo asumen) en cuyo contrario este tipo de funciones serían una suerte de neobarroco, de mayor conciencia de la escritura, una funcionalidad que entiende que la anécdota es redundante y que por ello anecdotiza los signos, (a esto Barthes llamará "escrituras de ausencia" en El grado cero de la escritura). Desde un punto de vista lingüístico la función es una unidad de contenido, intenta formalizarse pero es la menos formal de las tres. El segundo nivel (el intermedio), el de las acciones, en tanto que procede de unidades sintácticas detectadas por Greimas, es también de unidades de contenido, forman parte de la semántica general. 
Las unidades narrativas son independientes de las unidades lingüísticas, ej.: cuando "Bond levantó uno de los cuatro auriculares" el monema "cuatro" es una unidad funcional (no lingüística), esto es: "cuatro" allí no quiere decir "cuatro" sino que refleja un dato extraliterario (realista o verosímil) "el de una alta técnica burocrática"; el nivel de la función en "cuatro" reconoce que se desborda el nivel de la denotación, propio de la lingüística, llegando al de la connotación. (Esto muestra en nota al pie a Todorov que la palabra no es la unidad del arte literario sino que dicha unidad es la de la función de la palabra).
Algunas unidades funcionales (o narrativas) tienen correlatos en unidades del mismo nivel, otras deben dirigirse a otro nivel; aquí, nuevamente, Barthes divide las unidades narrativas o funcionales en distribucionales e integradoras. Las distribucionales mejor definen el carácter esencial de las unidades en cuestión; un ejemplo de ella lo toma del modelo de análisis de Tomachevski: comprar un revólver prefigura otra unidad narrativa (su uso) y también el deseo vano o la veleidad (si no se usará). El segundo tipo, el integrador, son los indicios (índices), por ejemplo "indicios caracterológicos que conciernen a los personajes, informaciones relativas a su identidad, notaciones de «atmósferas»"; este tipo es integrador porque cualquier signo que aparezca en el discurso debe remitir al segundo nivel (acciones de los personajes): es una unidad funcional o narrativa el aparato telefónico burocrático que tomará Bond porque preestablece que Bond está del lado del orden (ese signo "teléfono", integradoramente tiene su correlato en el nivel de los actantes); son para Barthes, las integradoras, muy semánticas, no remiten a una "operación", están fuera de los sintagmas explícitos, son "virtuales", etc. Justamente, lo que caracteriza al nivel de las funciones es su rasgo propiamente distribucional por lo que sería "una sanción sintagmática". Barthes agrega que el nivel funcional implica relatos metonímicos (funcionalidad de hacer) y que la unidad funcional integradora implica los relatos metafóricos (funcionalidad del ser). No por ello se debe reducir al nivel funcional solo las acciones, porque en las acciones también hay, como en la unidad funcional integradora indicial, indicios o acciones indicativas.
Algunos relatos responden más al nivel funcional, como los cuentos populares, otros son muy indiciales (el relato psicológico).

## Núcleos y catálisis. Indicios e informantes
Barthes también divide al nivel funcional (o distribucional) en núcleos cardinales («nudos» del relato) y en catálisis (solo llenan el espacio narrativo que separa las funciones-nudo). El nivel funcional es cardinal cuando concluye una incertidumbre abierta. En cambio las catálisis son incidentales, "siguen siendo funcionales, en la medida en que entran en correlación con un núcleo"; los núcleos son cronológicos y lógicos (importan al armado argumental del relato, son "consecutivos y consecuentes") y las catálisis solo son cronológicas. "El relato sería una aplicación sistemática del error lógico denunciado por la Escolástica bajo la fórmula post hoc, ergo propter hoc" Entre los «dispatchers» (despachadores) o núcleos, las catálisis son descansos "a primera vista muy insignificantes", su funcionalidad es apenas sensible, débil (pero igualmente la tiene): retarda, resume, anticipa, despista, etc., su función es fática (Jakobson) o son «signos dilatorios» (Valéry); "no es posible suprimir un núcleo sin alterar la historia, pero tampoco es posible suprimir una catálisis sin alterar el discurso."
La segunda clase de unidades narrativas, los indicios, son elementos paramétricos (como un tempo de un allegro en una pieza musical): se completan integrándose a otro nivel (personajes o narración); una señalización sobre el cielo y su atmósfera puede anticipar una acción. Así los indicios se oponen a los informantes en tanto que estos son datos puros, significantes puros (la funcionalidad ya casi es indetectable). Los indicios suelen ser sutiles ilaciones del narrador para hacer más armónico un relato. El informante, como las catálisis, tienen sensibilidad casi nula pero suelen autentificar la realidad del referente (la edad de un personaje, v. gr.); funcionan a nivel del discurso o el código (los informantes), en tanto que los indicios a nivel de la historia. Genette habla de descripciones ornamentales (se corresponderían con los informantes) y significativas (con los indicios). Por ello, el ornamento, para Barthes ha sido un fragmento codificado por la retórica (descriptio). 
Algunas unidades pueden ser mixtas, v. gr. "beber whisky" es una catálisis en relación al núcleo cardinal o nudo "Esperar", pero a su vez es indicial "(modernidad, distensión, recuerdo)". Una diferencia de Bond en el libro y en el film muestra, a su vez, este carácter mixto de las unidades narrativas: en el libro tiene una credencial para ingresar a un cuarto, en el film quita bromeando las llaves a una mucama (ergo, la notación que en el libro es funcional, también es indicial en la película: índice de su éxito con las mujeres). Los índices, informantes y catálisis son expansiones; los núcleos son términos finitos regidos por una lógica argumental o de la historia (armazón o idilio de contar). Lo mismo pasa con la frase: tiene núcleos y luego expansiones. Mallarmé habría escrito un poema «Jamáis un coup de dés» que tendría estos dos casos: el nuclear y el catalítico. 
En un retrato (descripción de un personaje) tenemos informantes e índices integrados (estado civil y rasgos del carácter, por ej.)

## El tiempo del relato
El relato es "confusión entre la secuencia y la consecuencia, entre el tiempo y la lógica." (hay secuencias de notaciones que no son consecuentes o hay notaciones cronológicas que no son lógicas o funcionales). Detrás del tiempo del relato habría una lógica intemporal que remitiría al código. Aristóteles y Propp se opondrían entre sí a la consideración del tiempo del relato (para el primero sería irreductible —especie de a priori—, para el segundo no: la lógica tiene primacía sobre lo cronológico). Para Barthes todos los investigadores actuales (Propp, Greimas, Bremond, Todorov) suscriben a lo que dice Lévi-Strauss: «el orden de sucesión cronológica se reabsorbe en una estructura matricial atemporal», es decir, los componentes del relato "descronologizan" el continuo narrativo y lo "relogicilizan". Barthes adhiere; para él la cronología es ilusión narrativa, la temporalidad "es una clase estructural del relato", el tiempo solo existe funcionalmente "o pertenece al discurso propiamente dicho, sino al referente"; como cuando se busca en las notaciones informantes constatar el marco temporal (una fecha, una edad), el tiempo es una ilusión referencial. Es lo que la narración deja, de algún modo, intocado del código discursivo del que depende. Para Barthes, Valéry ya habría entrevisto esto muy bien; para éste el tiempo no es hilo narrativo; no se localiza en los dispatchers, en los núcleos cardinales.

## Lógica de las funciones. Las secuencias
La secuencia (opuesta a consecuencia) sería un grupo de pausas, una sucesión lógica de núcleos unidos por solidaridad (en el "sentido hjelmsleviano de doble implicación") y tiene origen con un término que no tiene antecedente solidario y acaba cuando no tiene consecuente. V. gr. la secuencia "Consumición", compuesta de "recibirla", "consumirla", "pagarla". (Una secuencia es nominable por "cover–words"). Esas secuencias son también un metalenguaje interior al lector. La lógica "que estructura una secuencia está indisolublemente ligada a su nombre" y es allí donde se produce una seducción en el lector pues allí se da una alternativa, una libertad de sentido: "a este nivel infinitesimal, [puede haber] una oposición del modelo paradigmático": paradigmas Peligro/Seguridad, Sospecha/Protección, Agresividad/Amistosidad, etc. La secuencia, así, constituye el término de una secuencia más amplia, v. gr. "tender la mano", "apretarla", "soltarla" como secuencias de "Saludo", y ésta constituye una microsecuencia de "Encuentro" y puede haber indicios a su vez allí, como ve Barthes en un saludo que hace Bond "(blandura de du Pont y repugnancia de Bond)". Subrogaciones (sustituciones) estructuran el relato desde lo más pequeño a los más grande (jerarquía) y esto corresponde al nivel de funciones: "hay, pues, a la vez, una sintaxis interior a la secuencia y una sintaxis (subrogante) de las secuencias entre sí." Un estema es el estanco, o bloque que caracteriza a la secuencia. Cada estema sería de índole contrapuntística (según Barthes y según presentimientos del formalismo ruso); procede como fuga o como corroboración del estema anterior, para proseguir. No por ello los términos de cada secuencia no pueden no imbricarse con los términos de la siguiente. Si no se imbrican son recuperados a un nivel superior (el de las acciones). A este relato con los estemas sin imbricar Barthes lo llama "quebrado", y cita como ejemplo la epopeya. La Odisea y el teatro de Brecht suelen tener este cariz. 

## El funcionalismo estructural del personaje
En la Poética aristotélica el personaje es considerado como funcional a la acción: puede haber "fábulas sin «caracteres», dice Aristóteles, pero no podría haber caracteres sin fábula." Esto luego evoluciona a caracteres psicológicos, es decir independientes de la fábula o, al menos, con voluntad de independencia. La forma más pura de este último caso "la lista de los «tipos» del teatro burgués (la coqueta, el padre noble, etc.) es el «personaje–persona» que "reina en la novela burguesa". No obstante, el análisis de Propp tampoco les concede independencia sino es en la "unidad de las acciones que el relato les impartía (Dador del objeto mágico, Ayuda, Malo, etc.)" La actitud de Propp muestra la importancia del personaje (ya actante) pero, a su vez, que no puede ser descrito en términos de persona. La literatura contemporánea, dice Barthes, ha atacado el personaje para despersonalizarlo; en Drame de Philippe Sollers, la persona está en función del lenguaje, es sujeto de la lengua. El análisis estructural hace algo semejante, define al personaje en términos de participante. Bremond ve al personaje como agente de secuencia de acciones (Fraude, Seducción); por lo general la secuencia implica dos personajes y por ello la secuencia es descripta con los cover-word (tópicos) oposicionales o paradigmáticas de "Fraude" para uno, y "Engaño" para el otro: "cada personaje, incluso secundario, es el héroe de su propia secuencia", dice Barthes poéticamente. Todorov al analizar la novela Las Relaciones peligrosas (psicológica), dejaría ver que la descripción de los personajes consiste en aquello que se deja clasificar en ellos. Greimas tendría, a este respecto, el análisis más acabado: los personajes son actantes, lo que son es lo que hacen y lo que hacen tiene correlato en los ejes semánticos de la sintaxis de la frase: "(sujeto, objeto, complemento de atribución, complemento circunstancial)" según Barthes, que dicho de otra forma son el sujeto y los demás complementos (directo, indirecto y circunstancial), redefinidos por Barthes, en estas tres estructuras de tinte actancial: "comunicación, el deseo (o la búsqueda) y la prueba". Dicho de otro modo: el sujeto trata de comunicar un deseo sobre un algo/alguien en una situación, y con o sin conseguirlo, (comunicación → deseo → prueba). Así, en todo el relato los personajes se ordenan por parejas paradigmáticas "(Sujeto/Objeto, Donante/Destinatario, Ayudante/Opositor)" El actante define una clase; por ende puede ser más de uno o puede ser otro/s en otra parte del relato. 
El sujeto en el relato presenta dificultades como la de que pueden ser sometidos a la sustitución o condensación, donde la figura actancial (estructura) puede absorber a varios personajes (x, y, z). El modelo actancial de Greimas es resistente a este respecto. Barthes destaca que hay "relatos en los que el objeto y el sujeto se confunden en un mismo personaje" esos relatos son de iniciación, de la busca de identidad. El modelo estructural vale más, dice Barthes, por sus "transformaciones reguladas (carencias, confusiones, duplicaciones, sustituciones)".
"Muchos relatos enfrentan, alrededor de un objeto en disputa, a dos adversarios, cuyas «acciones» son así igualadas; el sujeto es entonces verdaderamente doble sin que se lo pueda reducir por sustitución". Ese duelo relaciona el relato con la estructura de ciertos juegos modernos. El juego "también depende de la misma estructura simbólica que encontramos en la lengua y en el relato: también el juego es una frase". Así a un actante se lo lleva a las categorías de las personas gramaticales, y así se requiere apelar a la lingüística en las categorías de personas (entre ellas, los pronombres) para dar la clave del nivel accional. Pero las categorías gramaticales de personas no pueden definirse sino por relación con el discurso (Barthes, llamará, entonces "nivel de la Narración" a este nivel al que se debe apelar).

## El lector como actante
Dentro del relato hay una función de intercambio entre personajes (actancias dador/beneficiario, etc.) pero el relato mismo se presta a esta actancia, la del relato como objeto: hay un dador del relato y un beneficiario de él (narrador/lector). Para Barthes esto ha sido poco explotado: el papel del lector ha sido "púdico" en la teoría literaria. La actancia lectora aparece, por ejemplo, cuando el narrador deja de representar y solo narra hechos; ahí aparece, entonces, el signo del lector. El signo de lector barthesiano, es cercano a la función conativa de Jakobson (función en la que el hincapié está puesto en el destinatario). El guiño en el juego de palabras, v. gr., sería un signo de lector. 

## El narrador como actante
Los signos de la narración donde la función de Jakobson sería la expresiva preguntan sobre el dador del relato. O es una persona psicológica, un yo exterior al artilugio narrativo con un nombre y una personalidad; o es una mente omnisciente, superior o Dios, interior a sus personajes en saber pero exterior a ellos en ser. O, la más reciente (Henry James, Sartre) especie de narrador equisciente donde cada personaje es un emisor. Las tres concepciones hacen ver al narrador y a los personajes como personas reales pero para Barthes narrador y personajes son «seres de papel». Para Barthes es fundamental no confundir narrador con autor. Una masa considerable de relatos carece de autor, lo que mostraría que en el fondo nunca existió el autor o que dicho lexema (autor) es mucho decir y que más bien dicha entidad es más una patente que un artesanado sui generis. Para ver un autor en un relato es necesario "suponer entre la «persona» y su lenguaje una relación signalética"; el autor no se presta al análisis estructural y para fundamentar esto Barthes cita a Lacan «¿El sujeto del que hablo cuando hablo es el mismo que el que habla?»

## Signos personal y apersonal del narrador
El código del narrador no conoce sino dos sistemas de signos: personal y apersonal; no hay en ellos marcas lingüísticas que aludan a un yo (personal) o a un él (apersonal). Importa, pues, hablar de un re-lator, regrabador o «rewriter». El narrador se confunde con la focalización: por ejemplo en Goldfinger el relato escrito en tercera persona está dicho por Bond (el foco). En el caso de «el tintineo del hielo contra el vaso pareció dar a Bond una brusca inspiración» el verbo "pareció" lo hace signo apersonal, porque se introduce interpretación (hay un narrador que "hace" que interpreta y un focalizador que es "interpretado"); "el apersonal es el modo tradicional del relato", dice Barthes siguiendo a Benveniste. Según Barthes, en la literatura moderna, la instancia temporal ha invadido "al relato siendo contada la narración en el hic et nunc de la locución (definición del sistema personal)" Se mezclan entonces el sistema personal y el apersonal extremadamente rápido. En Las cinco y veinticinco de Agatha Christie el enigma se sostiene por el engaño entre la persona de la narración "en una misma persona hay conciencia de testigo, inmanente al discurso (sist. personal), y la conciencia de criminal, inmanente a lo referido (apersonal)". La novela psicológica está marcada por la mezcla de un sistema personal y otro apersonal. Esta novela no se conforma con un sistema de la persona y es refractaria al modelo estructural puesto que la persona psicológica no coincide con la persona lingüística habida cuenta ésta se define por su ubicación en el discurso (con su código nominal y pronominal). La evolución actual del relato hace pasar del orden constatativo (descriptiva) al performativo (intransitiva) de la "persona". La literatura moderna hace que el discurso se identifique con el acto que lo crea. (literatura no de logos, sino de lexis). 

## Evolución de los signos de narratividad
El autor es, por fin, el que maneja mejor el código (no el que inventa la historia). Los signos de la narratividad en la tradición oral son patentes operadores. En la literatura escrita se han clasificado los modos de intervención del narrador (Platón, v. gr.):
- Genus activum vel imitativum (no intervención del narrador en el discurso: teatro, por ejemplo);

- Genus ennarrativum (solo el poeta tiene la palabra: sentencias, poemas didácticos);

- Genus commune (mezcla de los dos géneros: la epopeya).[5]

La forma última del relato (o nivel) trasciende al relato literario mismo (sus funciones y acciones, o esos dos niveles). "Así como la lingüística se detiene en la frase, el análisis del relato se detiene en el discurso." Esta frontera donde se detienen lingüística y narratología se ha llamado «situación» (véase Las treinta y seis situaciones dramáticas (1895) de Georges Polti). En las sociedades «arcaicas», la situación del relato está muy codificada; la sociedad actual, en cambio, escamotea la codificación de la «situación» del relato haciendo que sea más difusa (menos identificable, localizable). La sociedad burguesa busca, dice Barthes, no exhibir los códigos de los relatos. 
La lengua y el relato entonces existen por el concurso de dos procesos fundamentales: la forma y el sentido. Lo primero es la segmentación que produce unidades y lo segundo es "la integración que reúne estas unidades en unidades de un orden superior".

## Las dos fuerzas de los signos de narratividad

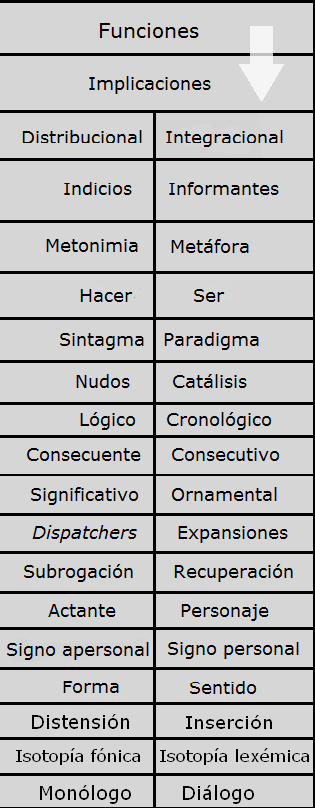
La propuesta barthesiana, haciendo hincapié en el nivel funcional del relato por sobre los otros dos, propone una serie de términos o tecnicismos que para mayor comprensión se pueden ver en una alineamiento paradigmático y de a pares oposicionales. Este gráfico no puede ser nunca totalmente "fiel", entre otras cosas porque, como bien dice Barthes, el nivel funcional se inclina hacia el par "distribucional", que mejor lo define.

Dos fuerzas caracterizan la forma del relato: la distensión de los signos y la inserción en aquella de expansiones imprevisibles. Es la desviación en la lengua del relato su mejor característica (Valéry compara la novela al sueño: todas sus desviaciones le pertenecen) 
La distorsión de los signos (distaxia), estudiada por Bally, es cuando los signos no están yuxtapuestos, sino alterados, v. gr. en el hipérbaton español; o mejor aún el ejemplo que da Barthes: en el signo verbal "mantenerse firme" en la frase "ni firme siquiera se mantuvo" se opera el mencionado desarreglo; en este caso los signos se transforman en significantes separados entre sí que si no se ven en el conjunto expresivo mencionado (locución) pierden su sentido. Esto es lo que se ve en el nivel funcional del relato: "las unidades de una secuencia, aunque forman un todo a nivel de esta secuencia misma, pueden ser separadas unas de otras por la inserción de unidades que provienen de otras secuencias". Bally habla de lenguas más sintéticas (alemán, distáxicas o alineales) que otras más analíticas (francés). El relato sería una lengua sintética "basada en una sintaxis de encastamientos y de desarrollo: cada punto del relato irradia en varias direcciones a la vez": cuando Bond pide un whisky esperando el avión, hay un signo indicial (polisemia del whisky: "modernidad, riqueza, ocio") y en el nivel funcional la secuencia "Pedir un whisky" se conforma de "consumición", "espera", partida"; el relato, como esa unidad o secuencia "solo «se sostiene» por la distorsión y la irradiación de sus unidades." Más aún el relato moderno busca en la distorsión e irradiación la creación de una lógica intelectiva en el lector, una "confianza en la memoria intelectiva" (tiende, pues, a la amimesis). 
El «suspenso» sería una forma "exasperada de la distorsión" "mediante procedimientos enfáticos de retardamiento y de reactivación" cumpliendo una función fática (canal) y conativa (destinatario); el suspenso abre el nivel paradigmático al lector por no cerrar la secuencia; es un «thrilling» (generador de emoción, entusiasmo, expectativa); el suspenso "arriesga y glorifica" la estructura. Representa el orden (que debe seguirse) y no la serie (mimesis). Esos núcleos funcionales del suspense "presentan espacios intercalares que pueden ser colmados casi infinitamente" (catálisis). Un ejemplo extremo de catálisis es Esperando a Godot donde la secuencia "Espera" está compuesta por "Planteo de esperar", "Satisfacción o defraudación". 
Esperando a Godot, y otra obras del mismo Beckett generan, por momentos bastante insistentes, un borramiento de la sensibilidad funcional (o distribucional), lo que explica que todo el texto tienda a la catálisis y, más aún, que la crítica, por reflejo, intente apelar a estructurar su corpus como si un horror vacui los urgiera. La catálisis es superior también en el relato escrito que en el film porque un gesto puede ser recortado en el texto. Según Valéry, Proust sería un ejemplo de escritor que desarrolla la catálisis: donde los otros saltan, él divide. La elipsis es el revés lógico, no el opuesto, de la catálisis. 
La elipsis no suprime el significado aunque suprima el significante, y es en retórica una figura de condensación. Lo mismo pasa con el resumen al que todo relato se presta (antes llamado argumento); pero cada discurso de un relato tiene su modo de resumen. El resumen no coincide con el título del capítulo —ni siquiera en sus modos más arcaicos—: los títulos introducen más una ruptura que un resumen del relato. En esta tesitura, el poema lírico es la transformación del significado de una sola metáfora. En la poesía lírica esa reducción sería tan drástica que "se reducirían a los significados Amor y Muerte". El relato sí es más resumible (estructuralmente); lo que de él sí no es traducible es el nivel «narracional» (lo que lo haría coincidir con el discurso del poema). La última capa del nivel narracional es la "escritura" y no puede ser pasada de una lengua a otra (novela al cine, por ej.). El film tiene su propia escritura (estilo y soporte técnico). La persona o personalidad del narrador no puede traducirse en el cine ya que es solo una «persona» gramatical. 
El segundo proceso importante del relato es la integración: "lo que ha sido separado a un cierto nivel (una secuencia, por ejemplo) se vuelve a unir la mayoría de las veces en un nivel superior (secuencia de un alto grado jerárquico, significado total de una dispersión de indicios, acción de una clase de personajes)"
Con la noción de Greimas de "isotopía", unidad de significación constituida por un signo y su contexto (hipónimo e hiperónimo respectivamente), sucedería algo semejante: "la integración es un factor de isotopía". Pero en el relato una integración no es tan simple como se piensa, tan ordenada o regular: "muy a menudo una misma unidad puede tener dos correlatos, uno en un nivel (función de una secuencia) y el otro en otro nivel (indicio que remite a un actante)". El relato es una sucesión de elementos mediatos e inmediatos (pueden ser distaxias o integraciones en ambos casos) por lo que en el relato hay una especie de «cojear estructural». La libertad del relato, entre el fuerte código del relato, aparece en la frase. Lo más codificado (el nivel fonemático o también el merismático) se distiende hasta la frase y desde allí vuelve a tensarse en las microsecuencias hasta llegar a las grandes acciones (también provenientes del fuerte código). La creatividad del relato se ubicaría entre dos códigos, el de la lingüística y el de la "translingüística": la creatividad estaría en los enunciados de detalle y la imaginación (las grandes acciones) participan de la imaginación (dominada por el código). Barthes advierte que Poe ya preveía esto: «En suma, decía Poe, veremos que el hombre ingenioso está siempre lleno de imaginación y que el hombre verdaderamente imaginativo nunca es más que un analista...» En todo relato, dice Barthes, la imitación es contingente, lo sustancial sería la amimesis, el análisis, el detalle. El relato va más allá del realismo, por eso una notación realista (Bond dice algo sobre teléfonos y destinos de una llamada) importa en el relato no por esa información sino por el papel que jugará en la historia. La función del relato es más la de montar un espectáculo que de representar o repetir. Lo que importa es la lógica que se impone en las acciones que componen la secuencia. El arte o lo creativo al leer un relato y que inflama no es una «visión» sino un sentido, es decir, un orden superior de la relación, el cual "también posee sus emociones, sus esperanzas, sus amenazas, sus triunfos."
No se puede pensar el relato fuera del lenguaje, dice Barthes, pero sí que "el relato es contemporáneo del monólogo, creación, al parecer, posterior a la del diálogo". La idea de que el diálogo sea posterior al monólogo se puede asemejar a la de que el relato sea posterior al código. (convención)